# Tepehuaje, Jalisco
Tepehuaje är en ort i Mexiko.   Den ligger i kommunen Teocuitatlán de Corona och delstaten Jalisco, i den centrala delen av landet, 400 km väster om huvudstaden Mexico City. Tepehuaje ligger 1 438 meter över havet och antalet invånare är 159.
Terrängen runt Tepehuaje är huvudsakligen lite bergig. Tepehuaje ligger nere i en dal. Runt Tepehuaje är det ganska glesbefolkat, med 35 invånare per kvadratkilometer. Närmaste större samhälle är Ajijic, 19,4 km norr om Tepehuaje. I omgivningarna runt Tepehuaje växer huvudsakligen savannskog.